# BBS5
BBS5 (англ. Bardet-Biedl syndrome 5) – білок, який кодується однойменним геном, розташованим у людей на короткому плечі 2-ї хромосоми.  Довжина поліпептидного ланцюга білка становить 341 амінокислот, а молекулярна маса — 38 755.
| 10         |  | 20         |  | 30         |  | 40         |  | 50         |
| ---------- |  | ---------- |  | ---------- |  | ---------- |  | ---------- |
| MSVLDALWED |  | RDVRFDLSAQ |  | QMKTRPGEVL |  | IDCLDSIEDT |  | KGNNGDRGRL |
| LVTNLRILWH |  | SLALSRVNVS |  | VGYNCILNIT |  | TRTANSKLRG |  | QTEALYILTK |
| CNSTRFEFIF |  | TNLVPGSPRL |  | FTSVMAVHRA |  | YETSKMYRDF |  | KLRSALIQNK |
| QLRLLPQEHV |  | YDKINGVWNL |  | SSDQGNLGTF |  | FITNVRIVWH |  | ANMNDSFNVS |
| IPYLQIRSIK |  | IRDSKFGLAL |  | VIESSQQSGG |  | YVLGFKIDPV |  | EKLQESVKEI |
| NSLHKVYSAS |  | PIFGVDYEME |  | EKPQPLEALT |  | VEQIQDDVEI |  | DSDGHTDAFV |
| AYFADGNKQQ |  | DREPVFSEEL |  | GLAIEKLKDG |  | FTLQGLWEVM |  | S          |

A: Аланін

C: Цистеїн

D: Аспарагінова кислота

E: Глутамінова кислота

F: Фенілаланін

G: Гліцин

H: Гістидин

I: Ізолейцин

K: Лізин

L: Лейцин

M: Метіонін

N: Аспарагін

P: Пролін

Q: Глутамін

R: Аргінін

S: Серин

T: Треонін

V: Валін

W: Триптофан

Задіяний у таких біологічних процесах як транспорт, транспорт білків, біогенез та деградація війок, альтернативний сплайсинг. 
Локалізований у клітинній мембрані, цитоплазмі, цитоскелеті, мембрані, клітинних відростках, війках.